# Gerbillus grobbeni
Espèce
Statut de conservation UICN

 DD  : Données insuffisantes
Gerbillus grobbeni ou Gerbillus (Hendecapleura) grobbeni est une espèce qui fait partie des rongeurs. C'est une gerbille de la famille des Muridés dont la présence n'est connue que sur la côte libyenne.